# ال گرکو (موسیقی متن)
«ال گرکو» آلبومی از هنرمند اهل یونان ونگلیس است که در سال ۲۰۰۷ میلادی منتشر شد.